# خوان انسینا
خوان اُنسینا (اسپانیایی: Juan Oncina‎؛ ۱۵ آوریل ۱۹۲۱ – ۲۰۰۹) یک خواننده تنور اپرا اهل اسپانیا بود.
او خوانندگی را ابتدا در بارسلون و زیرِ نظرِ مرسدس کاپسیر و سپس در میلان زیرِ نظرِ «اولترابلا» فرا گرفت و نخستین اجرایِ حرفه‌ای‌اش در سال ۱۹۴۶ میلادی بود.
شهرت وی بیشتر بواسطهٔ هنرنمایی در اپراهای جواکینو روسینی و گائتانو دونیزتی بود و او را یکی از تنورهای برجستهٔ دههٔ ۵۰ میلادی می‌دانند.